# Luis de la Peña
Luis Fernando de la Peña Auerbach es un físico mexicano, nacido en la Ciudad de México en 1931. Es investigador del Instituto de Física y profesor de la Facultad de Ciencias de la Universidad Nacional Autónoma de México y es miembro del Consejo Consultivo de Ciencias de la Presidencia de la República.
Egresó de la ESIME del Instituto Politécnico Nacional con el título de ingeniero mecánico-eléctrico e inició su actividad profesional como diseñador de sistemas de audio. A partir de 1954 fue profesor de la ESIME y desde 1958 se incorporó definitivamente a la UNAM. Realizó sus estudios doctorales, con honores, bajo la dirección de A.A. Sokolov en la Universidad Estatal de Moscú en la Unión Soviética. Su campo de especialidad es la física teórica y los fundamentos de la mecánica cuántica. Luis de la Peña se ha destacado como un gran divulgador de la ciencia. Ha formado estudiantes y publicado libros y artículos de investigación de reconocida calidad. Además de lo anterior, de la Peña es un renombrado humanista, preocupado por el impacto social de la ciencia y sus usos como herramienta para la construcción de una sociedad justa y libre.

## Reconocimientos
- Premio Universidad Nacional, en 1989.
- Investigador Emérito de la UNAM, en 1994.
- Investigador Nacional Emérito, en 1995.
- Reconocimiento Catedrático UNAM, en 1997.
- Miembro de la Academia de Ciencias del Tercer Mundo, desde 1999.
- Premio Nacional de Ciencias y Artes en el área de Ciencias Físico-Matemáticas y Naturales, en 2002.[1]
- Doctor honoris causa de la UNAM, en 2015.

## Obra Selecta
- Artículos

1. Avendano J, de la Peña L. Reordering of the ridge patterns of a stochastic electromagnetic field by diffraction due to an ideal slit. PHYSICAL REVIEW E 72 (6): Art. N.º 066605 Part 2 DEC 2005
2. de la Peña L, Cetto AM. Planck's law as a consequence of the zeropoint radiation field REVISTA MEXICANA DE FÍSICA 48: 1-8 Suppl. 1 SEP 2002
3. de la Peña L, Cetto AM. Quantum theory and linear stochastic electrodynamics. FOUNDATIONS OF PHYSICS 31 (12): 1703-1731 DEC 2001
4. de la Peña L, Cetto AM. Estimate of Planck's constant from an electromagnetic Mach principle. FOUNDATIONS OF PHYSICS LETTERS 10 (6): 591-598 DEC 1997
5. de la Peña L, Cetto AM. Does Quantum Mechanics accept a Stochastic Support. FOUNDATIONS OF PHYSICS Vol.12, No.10., October, 1982

- Libros

1. Peña, Luis de la, Ana María Cetto, Valdés-Hernández, Andrea (2015). The Emerging Quantum: the physics behind quantum mechanics. Springer Science+Business Media. ISBN 978-3-319-07892-2.
2. Peña, Luis de la y Ana María Cetto. The quantum dice: an introduction to stochastic electrodynamics. Imprim. Dordrecht: Kluwer Academic, 1996. 509 p. Fundamental theories of physics ; v. 75
3. Peña, Luis de la. Albert Einstein: Navegante solitario, México : Sep : Fondo de Cultura Económica, c1987
4. Peña, Luis de la. Cien años en la vida de la luz. México: SEP, 2004
5. Ciencias de la materia : génesis y evolución de sus conceptos fundamentales / por Ignacio Campos ... [et al.] ; coord. por Luis de la Peña: UNAM, Centro de Investigaciones Interdisciplinarias en Ciencias y Humanidades : Siglo XXI, 1998
6. Peña, Luis de la. Introducción a la mecánica cuántica. México : UNAM, Facultad de Ciencias, 1977
7. Brody, Thomas. The philosophy behind physics / Thomas Brody ; ed. by Luis de la Peña and Peter e. Hodgson. Berlín: Springer, 1993
8. Peña, Luis de la y Villavicencio, Mirna. Problemas y ejercicios de mecánica cuántica. México, D. F. : Fondo de Cultura Económica : UNAM, 2003